# Dzuunmod
Dzuunmod (mongoliska: Зуунмод) är huvudstaden i provinsen Töv i Mongoliet och har runt 18 000 invånare. Staden ligger ungefär 25 kilometer söder om landets huvudstad Ulan Bator. 